# Ellersleben
Ellersleben település Németországban, azon belül Türingiában. Lakosainak száma 253 fő (2017. december 31.). Ellersleben Olbersleben és Großbrembach községekkel határos.

## Népesség
A település népességének változása:

| 2014 | 287 |
| 2017 | 253 |